# 美國國會大廈
美國國會大廈（英語：United States Capitol），中文又譯為國會山莊，是美國國會所在地，位於美國首都華盛頓特區的國會山，坐落在華盛頓特區國家廣場東端。在地理上，美國國會大廈位于華盛頓特區偏東處，但常被看作華盛頓特區及美國的政治中心。因為是國家最重要的建築，華盛頓特區建筑物地址的東西南北，都是以國會大廈作為基準。

## 名稱
Capitol這一名稱來源於羅馬七丘之一的卡比托林山（Capitolium），拉丁語言的頭部和首都（capital）也具有相同詞根。這一名稱意在致敬古典民主和共和。

## 建築

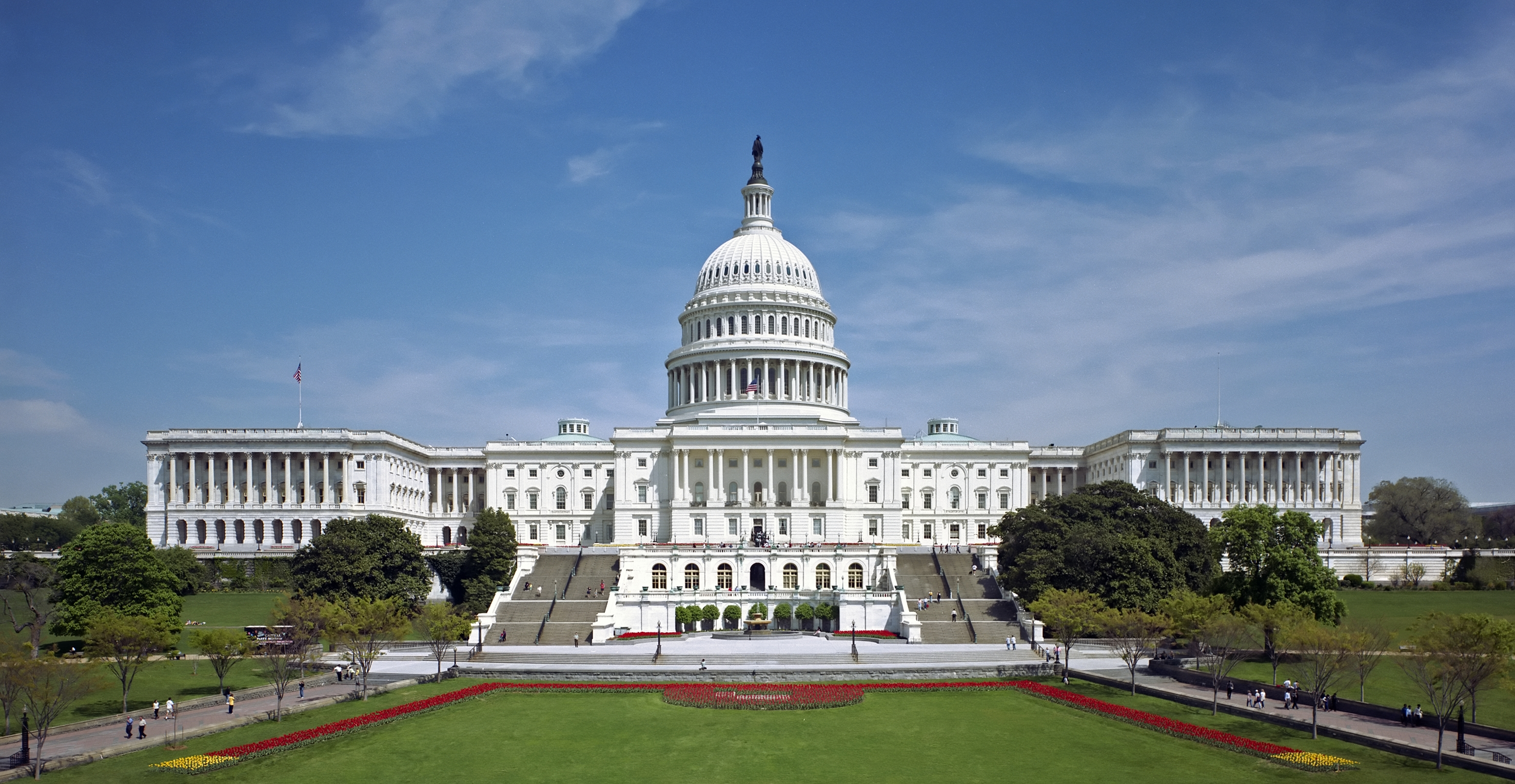
國會大廈正面

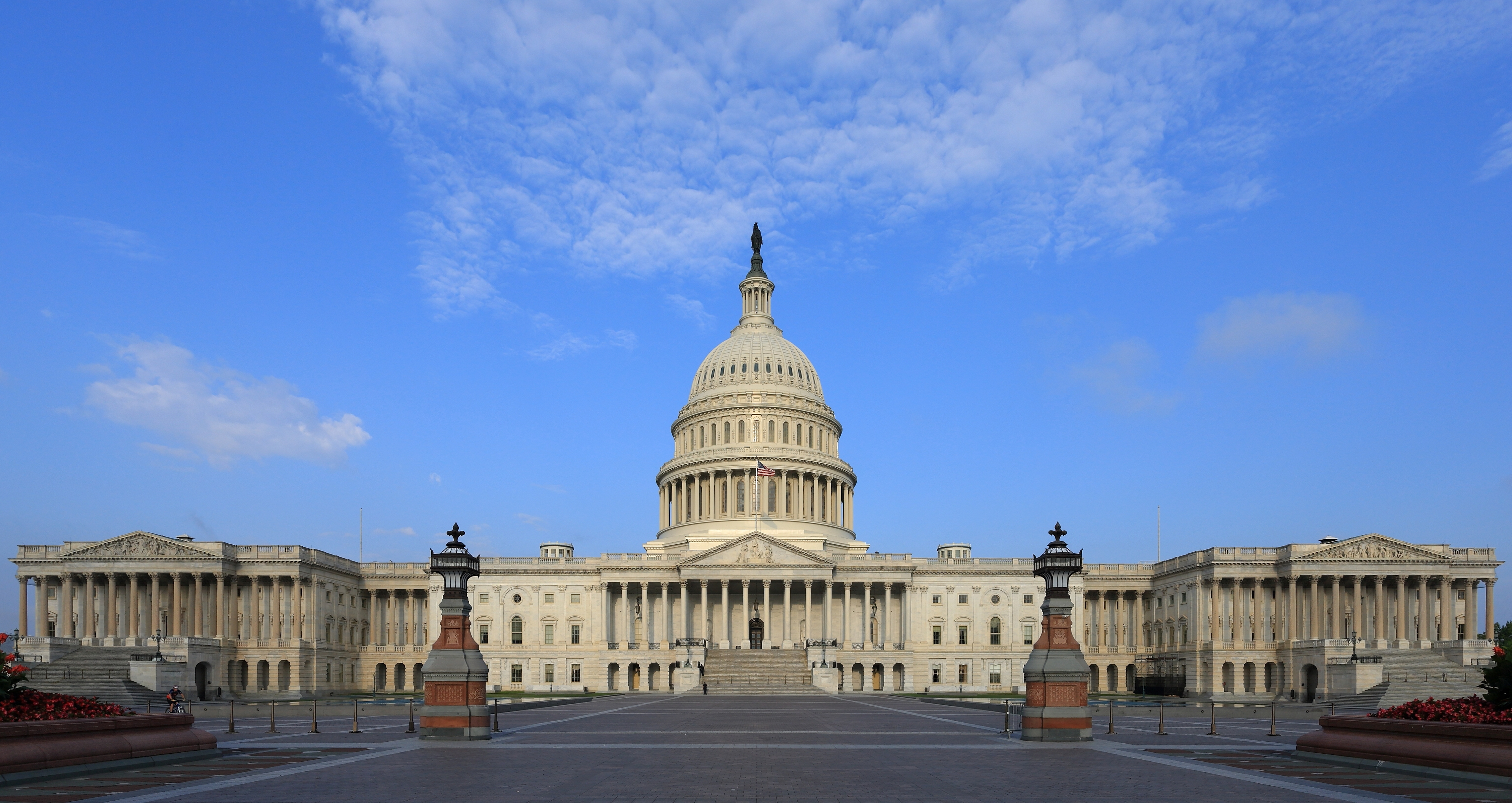
國會大廈背面

大厦最初由威廉·桑顿博士设计，该建筑以一个圆形大厅上的圆顶以及它的两翼作为标记。每一翼作为一个议会的所在地，北翼是美國参议院，而南翼則是美國众议院。它是一个典型的新古典式建筑。国会大厦是一幢全长233米的3层建筑，以白色大理石为主料，中央顶楼上建有出镜率极高的3层大圆顶，圆顶之上立有一尊6米高的自由女神青铜雕像。
由于电视新闻报道华府作出决定时多出现的是国会大厦，加之经常配合有“白宫方面宣布”的言辞，且其风格巍峨挺拔，导致不了解的人在很长一段时间内将国会大厦认为是白宫——美國總統官邸暨辦公室。
公众可免费参观国会大厦，但每天的名额有限；也可旁听参议院或众议院议事，但須經申請。

## 建造

### 設計比賽
1792年春天，美國國務卿托馬斯·杰斐遜提議舉辦設計競賽，徵集國會大廈和“總統府”的設計，並設定了四個月的期限。比賽的獎金是500美元，在聯邦城市中是很多。至少有十個人為國會大廈提交了設計；然而，這些圖紙被認為是粗糙和業餘的，反映了當時美國的建築技術水平。最有希望的提交是由訓練有素的法國建築師斯蒂芬·哈雷特（Stephen Hallet, Étienne Sulpice Hallet）提出的。然而，哈雷特的設計過於花哨，受法國影響太大，被認為過於昂貴。
1793年1月31日，業餘建築師威廉·桑頓（William Thornton）提交了一份遲到的參賽作品，華盛頓稱其“宏偉、簡單和美麗”，杰斐遜亦贊不絕口。桑頓的靈感來自盧浮宮的東面，以及巴黎萬神殿的設計中心部分。桑頓的設計在1793年4月5日來自華盛頓的一封信中得到正式批准，桑頓擔任國會大廈的第一任建築師（後來成為美國專利商標局的第一任主管）。為了安慰哈雷特，委員們任命他審查桑頓的計劃，制定成本估算，並擔任建築主管。哈雷特對桑頓的設計進行大刀闊斧的拆解和修改，他認為建造成本高昂且存在問題。1793年7月，杰斐遜召集了一個由五人組成的委員會，將哈雷特和桑頓以及詹姆斯·霍本（James Hoban）（“總統府”的獲獎建築師）召集在一起，以解決和修改桑頓的計劃的問題。哈雷特建議更改平面圖，這可以適應桑頓的外觀設計。修改後的計劃被接受，除了杰斐遜部長和華盛頓總統堅持在東線的中心開放休會，這是桑頓最初計劃的一部分。
桑頓最初的設計後來被英裔美國建築師本傑明·亨利·拉特羅布（Benjamin Henry Boneval Latrobe）和查爾斯·布爾芬奇（Charles Bulfinch）修改。目前的鑄鐵圓頂和眾議院新的南擴建部分和參議院新的北翼由 Thomas Ustick Walter 和德國移民 August Schoenborn 在1850年代設計，並在 Edward Clark 的監督下完成。

### 建造過程
L'Enfant 於1791年11月在維金頓島和弗吉尼亞州的 Aquia Creek 獲得了採石場的租約，用於國會大廈的地基和外牆。在國會大廈的杰斐遜會議計劃被接受後不久，測量工作開始了。1793年9月18日，喬治·華盛頓總統和其他八位身著共濟會服飾的共濟會成員一起奠定了由銀匠卡萊布·本特利製作的基石。
哈雷特在詹姆斯·霍班（James Hoban）的監督下進行施工，然而霍班也忙於建造“總統府”（後來也被稱為“行政官邸”）。儘管杰斐遜和總統有意願，哈雷特還是繼續修改桑頓對東線的設計，並創建了一個從中心突出的方形中央法院，其側翼將容納立法機構。哈雷特於1794年11月15日被杰斐遜部長解職，喬治·哈德菲爾德（George Hadfield）於1795年10月15日被聘為建築總監，但三年後於1798年5月辭職，原因是他對桑頓計劃以及迄今完成的工作質量不滿意。
1846年國會大廈東側的達蓋爾銀版照片，約翰·普倫貝（John Plumbe），展示了布爾芬奇的圓頂。參議院（北）翼於1800年完工。參議院和眾議院在北翼共享宿舍，直到在眾議院翼的未來場地上豎立了一個臨時木製涼亭，供眾議員會面使用了幾年，直到眾議院（南）翼最終於1811年完工，有一條有蓋的木製臨時走道將兩個翼與國會會議廳連接起來，未來的中心部分最終將成為圓形大廳和圓頂。然而，眾議院在1807年很早就搬進了他們的眾議院。儘管參議院的大樓並不完整，但國會大廈還是舉行了美國國會的第一屆兩院會議於1800年11月17日舉行會議。在約翰·亞當斯總統的敦促下，國家立法機關過早地搬到了華盛頓，希望在選舉人團中獲得足夠的南方選票以便再次當選總統。

### 圓頂

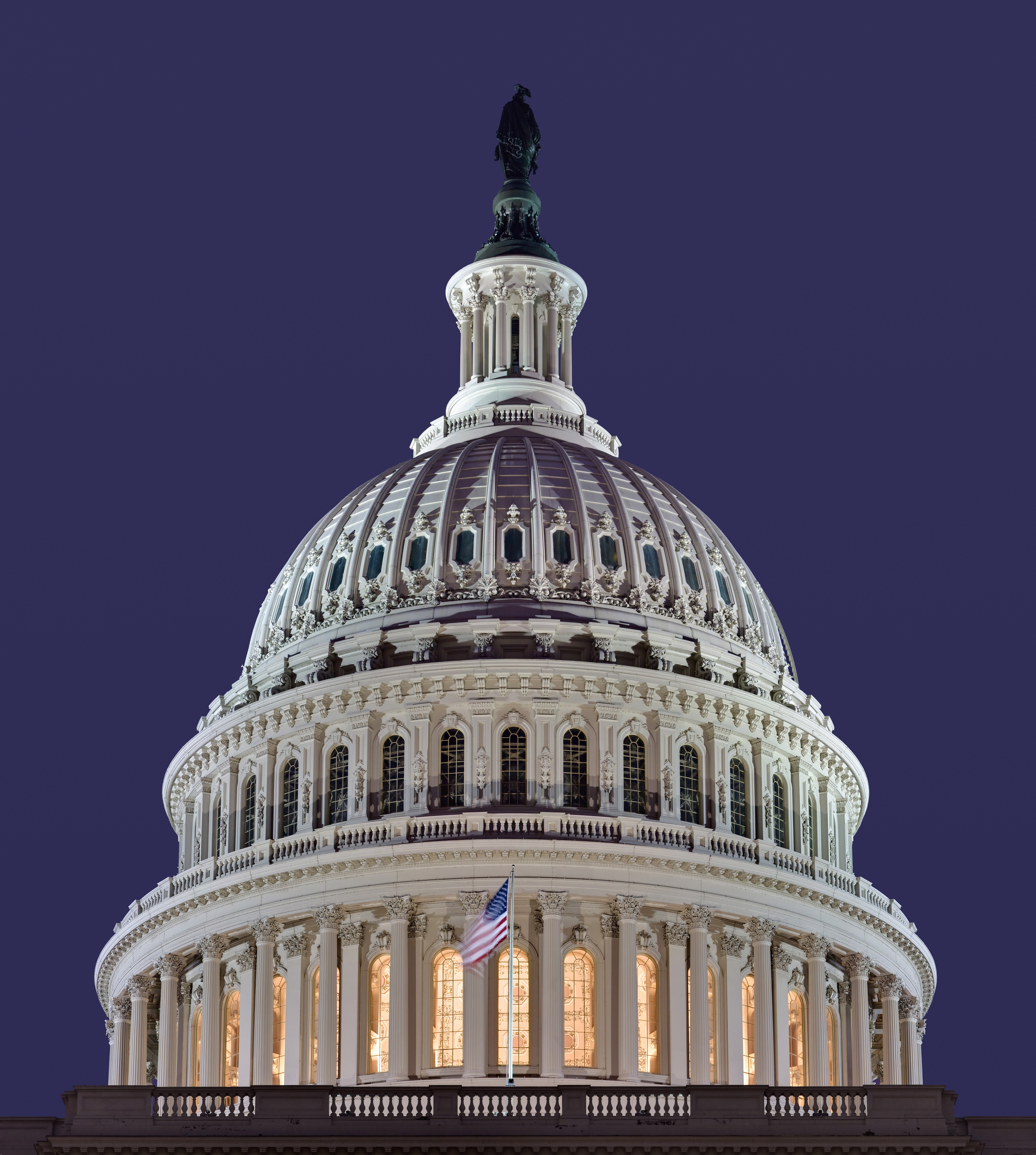
國會大廈圓頂

1850年的擴建使美國國會大廈的長度增加了一倍多，使1818年由查爾斯·布爾芬奇（Charles Bulfinch）設計的原始木結構銅板低圓頂相形見絀。1855年，決定將其拆除，取而代之的是今天的“婚禮蛋糕式”鑄鐵圓頂。同樣由Thomas U. Walter設計，新圓頂的高度是原來圓頂的三倍，直徑為100英尺（30m），但必須支撐在現有的磚石墩上。
就像曼薩特在巴黎榮軍院的圓頂（他曾於1838年參觀過）一樣，沃爾特的圓頂是雙層的，內部圓頂有一個大圓孔，通過它可以看到華盛頓的神化畫在一個懸掛在支撐肋骨上的貝殼上，它還支撐著可見的外部結構和支撐自由女神像的圓頂 ，自由女神像是1863年安置在圓頂頂部的一座巨大雕像，其設計取材自女神密涅瓦或雅典娜。圓頂的鑄鐵重8,909,200磅（4,041,100公斤）。圓頂的鑄鐵框架由鑄鐵廠 Janes, Fowler, Kirtland & Co.提供和建造。

## 國會大廈遊客中心
美國國會大廈遊客中心（Capitol Visitor Center）於2008年12月2日開放，位於國會大廈東面及其廣場下方，位於國會大廈和東第一街之間。CVC 為所有遊客提供單一安全檢查站，包括殘障人士以及美國國會的擴展空間。該建築群包含580,000平方英尺（54,000 m 2）的地下三層空間，並為遊客提供美食廣場、洗手間和教育展覽，包括一個11英尺的比例模型國會大廈圓頂，還設有天窗提供實際圓頂的視圖。曾長期處於規劃階段，於2001年秋季開始施工，估計建造 CVC 的最終成本為6.21億美元。

## 沿革

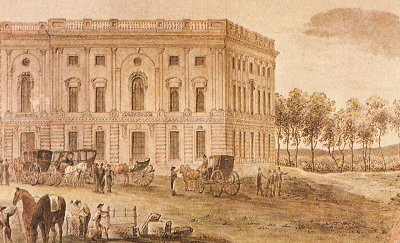
1800年，议会首次進駐国会山莊

現在的國會大廈實際上是美國的第四個國會大廈。在1783年到1784年間，美國國會的開會地點是位於馬里蘭州安那波利斯的馬里蘭州議會大廈。1789年到1790年期間，使用紐約的聯邦國家紀念堂作為開會地點。1790年到1800年期間，開會地點是費城的美國獨立紀念館國會廳。
現在的國會大廈始建於1793年9月18日。首任總統喬治·華盛頓為它安放基石，但是確切的安放地點現在卻已經無法考證。其早期的建造由本杰明·亨利·拉特孟彼和查爾斯·布爾芬奇等人監制。當政府于1800年將其临时首都从费城迁到华盛顿特区时，等待他们的国会大厦仍是尚未完成的砖石结构。上院一側在1800年完工，下院一側在1811年完工。在1812年戰爭中，建築曾被破壞，後修復。後來隨著美國州數與議員數的增加，國會大廈也大幅擴建，并且建設位於中央的巨型穹頂。

## 政治意義

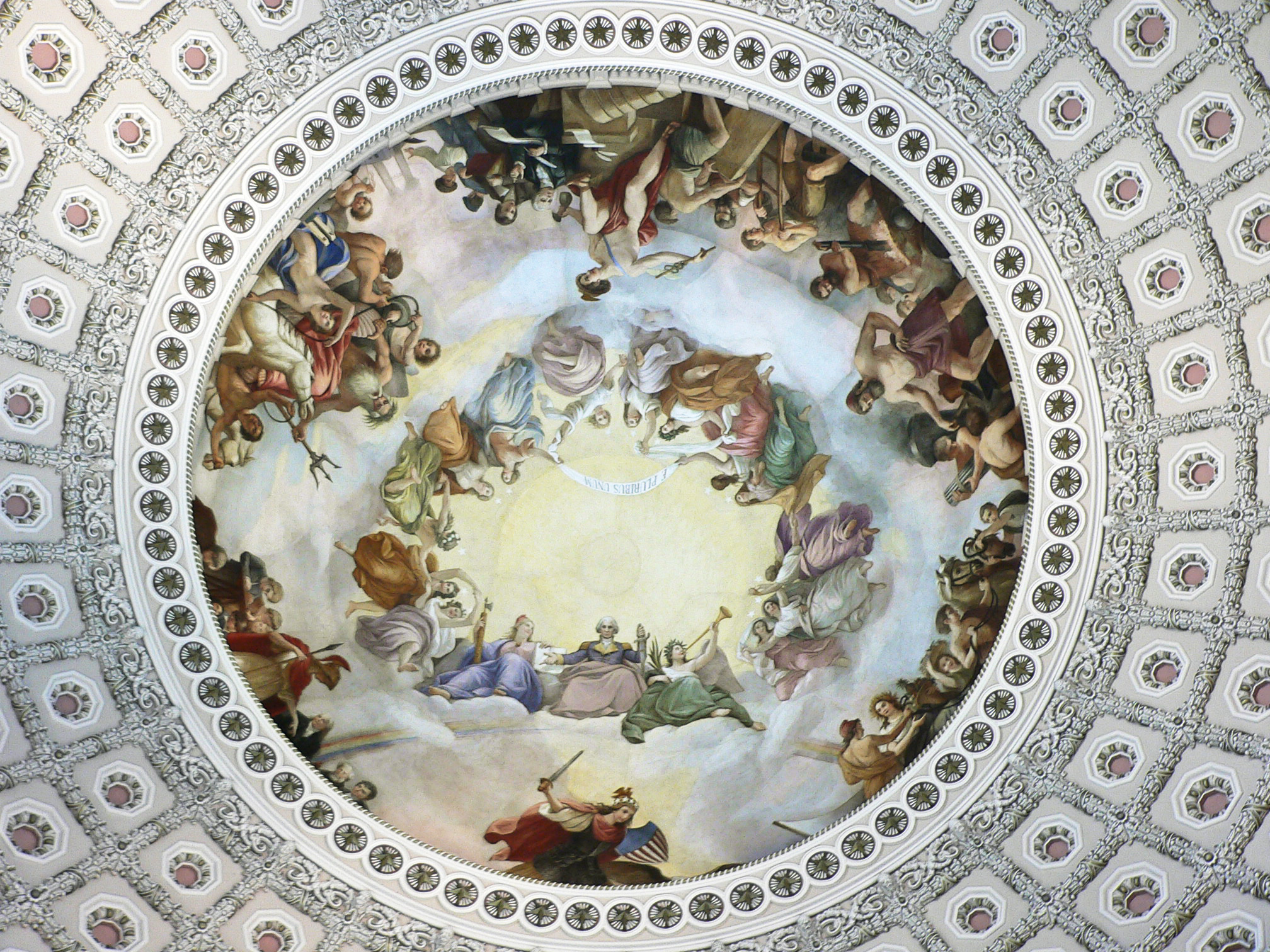
大廈內穹頂畫《華盛頓的神化》

国会大厦是美国政治的象征，1800年以来就是国会会议的召开地。国会议员聚集在此制定法律，可以說是美國的大腦，美國總統亦在此宣誓就职、并且宣讲每年的国情咨文。

## 相关事件

### 1954年
1954年3月1日，美国国会大厦发生枪击案，造成5人受伤，没有死亡。

### 1983年
1983年11月7日，美国参议院发生爆炸事件，所幸的是无人伤亡。

### 1998年
1998年7月24日，美国国会大厦时隔44年后再度发生枪击案，造成2人死亡，另外3人受伤。

### 2013年
2013年10月3日，国会大厦是第三次发生枪击案，造成一名司机死亡，另外两人受伤。

### 2021年1月
2021年1月6日，因第45任美国总统唐纳德·特朗普呼吁支持者闯进国会大厦，成为美国独立以来第一次遭示威者闯进国会大厦的事件。最终造成四名示威者及一名警察身亡。

### 2021年4月
2021年4月2日，當天一辆汽车沿华盛顿哥伦比亚特区宪法大道冲撞美國國會大廈外北邊的路障，造成一名美国国会警察威廉·埃文斯（William Evans）死亡、另一名警察受伤。

## 外部連結
- U.S. Capitol Visitor Center （页面存档备份，存于）